# Hedvig Charlotta Nordenflycht
Hedvig Charlotta Nordenflycht (ur. 28 listopada 1718 w Sztokholmie, zm. 29 czerwca 1763 w Lugnet) – szwedzka poetka i feministka. 
Była w znacznej mierze samoukiem, inspirowały ją idee Oświecenia. W 1737 roku zmarł jej narzeczony. W 1741 roku wyszła za mąż, ale osiem miesięcy po ślubie jej mąż również zmarł. Te zdarzenia wpłynęły na kształt jej wczesnych wierszy, zebranych w tomie Den sörgande Turtur-Dufwan (Żałobna turkawka) opublikowanym w 1743 roku. Osiadła w Sztokholmie, gdzie prowadziła salon literacki oraz udzielała się w towarzystwie literackim Tankebyggarorden, w którym działali także Gustaf Filip Creutz oraz Gustaf Fredrik Gyllenborg. 
W 1761 roku zakochała się bez wzajemności w dużo młodszym od siebie mężczyźnie, co znalazło wyraz w formie jej wierszy. Uważana jest za pierwszą szwedzką feministkę.  

## Wybrana twórczość
- Den sörgande Turtur-Dufwan (1743)
- Fruentimbers Plikt att upöfwa deras Wett (1744)
- Qwinligit tankespel (1750)
- Fruentimrets försvar (1761)
- Över en hyacint (1762)